# 皮尔坎马区
皮尔坎马（芬蘭語：Pirkanmaa），是芬蘭的一個行政区。2021年时面積15550平方公里，2023年12月时人口539,339人。區府坦佩雷。
下分23個市镇，其中12个使用“城市”称号。